# Magnolia betongensis
Magnolia betongensis este o specie de plante din genul Magnolia, familia Magnoliaceae. A fost descrisă pentru prima dată de William Grant Craib, și a primit numele actual de la Hsüan Keng. Conform Catalogue of Life specia Magnolia betongensis nu are subspecii cunoscute.